# Styloniscus capensis
Styloniscus capensis är en kräftdjursart som först beskrevs av Barnard 1932.  Styloniscus capensis ingår i släktet Styloniscus och familjen Styloniscidae. Inga underarter finns listade i Catalogue of Life.